# Robina Asti
Robina Fedora Asti (Manhattan, 7 de abril de 1921-San Diego, 21 de marzo de 2021) fue una instructora de vuelo estadounidense y defensora de los derechos de las mujeres y las personas transgénero. Su defensa cambió las normas del gobierno para permitir que las personas transgénero recibieran las prestaciones de supervivencia de la Seguridad Social. En julio de 2020, recibió dos récords mundiales Guinness por ser la pilota activa e instructora de vuelo en actividad de mayor edad.

## Infancia y educación
Nació el 7 de abril de 1921 en Manhattan, Nueva York, hijo de David Astey, un boxeador de peso pluma, y Helen Jund Astey, un ama de casa. A Asti se le asignó el sexo masculino al nacer y no comenzó a identificarse como mujer hasta la edad adulta. Su padre había anglicizado su apellido para su carrera; Robina lo cambió de nuevo a la grafía italiana cuando hizo la transición. Creció en Greenwich Village y se interesó muy pronto por la ingeniería eléctrica. De adolescente, ganó dinero arreglando radios en el vecindario, con un flujo constante de clientes.
Asistió a Brooklyn Technical High School hasta los 17 años, cuando abandonó los estudios para unirse a la Marina de los Estados Unidos.

## Carrera profesional
Asti estuvo inicialmente destinada en la estacionada en la Isla Wake, donde se dedicó a instalar radios en los aviones navales en el período previo a la Segunda Guerra Mundial. Más tarde se convirtió en piloto, destinada en la islas Midway en el Océano Pacífico, donde pilotó aviones PBY Catalina de reconocimiento para detectar barcos japoneses. Posteriormente fue ascendida a piloto de pruebas. Al terminar la guerra fue licenciada con el rango de capitán de corbeta y comenzó una carrera como instructora de vuelo.
Al regresar a Nueva York, abrió un club de copas en White Plains, Nueva York con tres amigos de la Marina, aunque el negocio de los restaurantes no le convenía y pronto vendió su parte de la empresa. Pasó a trabajar en la empresa de la fondos mutualistas EW Axe. Ascendió hasta convertirse en vicepresidenta de fondos de inversión, pero renunció antes de su transición de género, por considerar que no era sostenible en el lugar de trabajo.
Posteriormente, aceptó los trabajos disponibles que se le ofrecían como mujer, incluso como maquilladora en Bloomingdale's para aprender a coser y usar la plancha en la ropa para convertirme en la "mejor maldita mujer que podría ser". También fue presidenta del capítulo de Hudson Valley de la organización de aviación femenina Ninety-Nines.

## Vida personal
Asti se casó con Evangeline Diaz-Perez de Palm Beach, Florida en 1958. Tuvieron cuatro hijos, uno de los cuales murió en la infancia.
Con el apoyo de su esposa, Asti comenzó la terapia de reemplazo hormonal el 14 de febrero de 1976, luego del nacimiento de su hijo menor. A esto le siguió una cirugía de reasignación de sexo. La pareja se separó amistosamente poco después y Asti se mudó de regreso a Nueva York. Allí conoció al artista Norwood Patten; se casaron en 2004.

## Activismo
Asti no fue una activista durante gran parte de su vida. Poco después de la transición, supo por su médico que la Administración Federal de Aviación requería un examen físico interno para renovar su licencia de piloto. Encontró esto muy objetable y, en colaboración con la organización de mujeres piloto, las Noventa y Nueve, solicitó con éxito al gobierno que eliminara la norma.
Después de la muerte de su esposo en 2012, Asti solicitó los beneficios del Seguro Social, pero se le negaron debido por ser transgénero. Recurrió con éxito a los tribunales con la de Lambda Legal. Una película titulada Flying Solo: A Transgender Widow Fights Discrimination (Volando sola: una viuda transgénero lucha contra la discriminación) sobre su vida y sus luchas con el Seguro Social fue producida y transmitida en el evento TransReelization de 2015. Después de haber visto la discriminación continua contra las personas trans, se involucró más activamente en el activismo LGBT a lo largo de sus 90 años. Hizo una presentación de TEDx en 2016 titulada "Historias de guerra y cambios de una mujer" sobre su vida como persona trans y sus consejos para los jóvenes LGBT y la lucha continua por la igualdad. Trabajó con su nieto para fundar Cloud Dancers Foundation en 2019 con el fin de garantizar que haya una defensa activa de las personas trans mayores.

## Premios y reconocimientos
El 23 de julio de 2020, Asti dio una lección de vuelo en el Aeropuerto Municipal de Riverside en California a los 99 años, estableciendo un nuevo récord mundial para el instructor de vuelo de mayor edad. Fue incluida en la edición 2020 de la lista Out100 de las personas LGBTQ+ más influyentes del año.

## Fallecimiento
Robina Asti murió a los noventa y nueve años, el 21 de marzo de 2021, en San Diego, California, en la casa de su hija, a donde se había mudado durante la pandemia de COVID-19.